# Klub Pickwicka

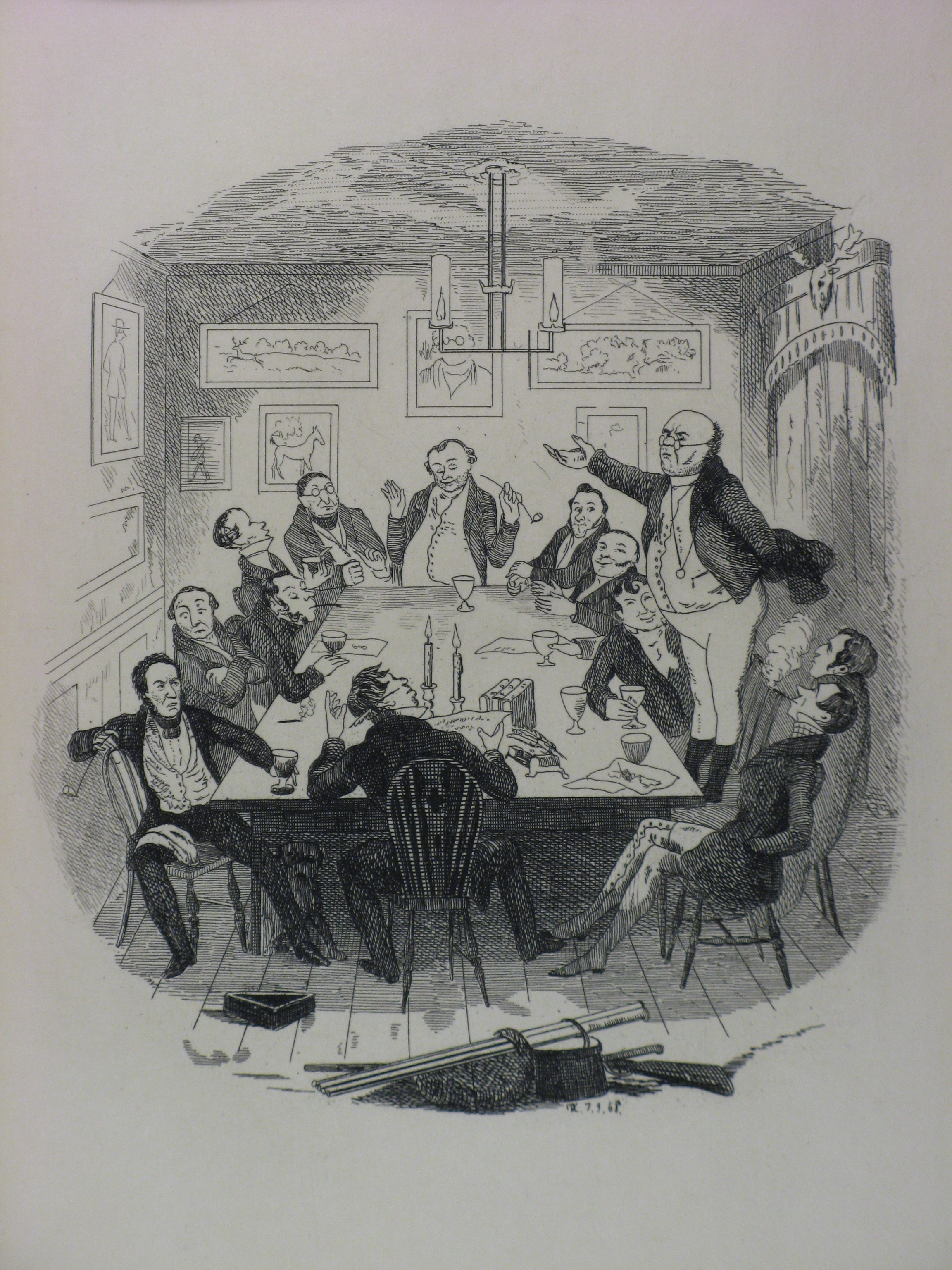
Ilustracja do powieści autorstwa Roberta Seymoura

Klub Pickwicka (ang. The Posthumous Papers of the Pickwick Club, znane również jako:The Pickwick Papers) – pierwsza powieść Karola Dickensa, publikowana w odcinkach w latach 1836–1837. Utwór opowiada o przygodach i podróżach członków tytułowego klubu i ich przywódcy – Samuela Pickwicka. 

## Okoliczności powstania
Inicjatorem powstania utworu był popularny rysownik Robert Seymour, który zaproponował wydawnictwu „Chapman and Hall” stworzenie serii humorystycznych obrazków, przedstawiających wydarzenia z życia amatorskiego klubu sportowego. Stworzenie tekstu, który łączyłby ilustracje, zaproponowano Dickensowi. Pomimo wątpliwości (wynikających m.in. z nieznajomości realiów wsi i sportu), pisarz zgodził się, pod warunkiem jednak, że to teksty będą stanowić właściwą treść publikacji, ilustracje natomiast powstaną na ich podstawie. Wydawcy przystali na tę propozycję i rozpoczęli publikację, zaplanowaną na 24 zeszyty. Współpraca pomiędzy Seymourem a Dickensem od początku układała się źle – rysownik niedobrze znosił dominację pisarza oraz przymus ilustrowania nie tylko humorystycznych, ale i ponurych fragmentów utworu. W 1836 roku chorujący na rozstrój nerwowy ilustrator zastrzelił się, a współpracownikiem Dickensa został karykaturzysta Hablot Browne, podpisujący się pseudonimem Phiz.

## Publikacja i  odbiór powieści
Początkowo zeszyty z Klubem Pickwicka nie cieszyły się popularnością i wydawane były w liczbie 500 egzemplarzy. Ta sytuacja zmieniła się po wprowadzeniu do powieści humorystycznej postaci Sama Wellera, służącego głównego bohatera. Od tego momentu utwór zyskał wielką popularność, czytelnicy domagali się wznowień poprzednich odcinków, a od dziesiątego zeszytu nakład sięgnął 40 tysięcy. Popularność utworu zwiększyła się jeszcze, kiedy pisarz włączył do niego fragmenty dotyczące społecznej niesprawiedliwości i krzywdy, związane z pobytem bohatera w więzieniu dla dłużników. Książka była na tyle popularna, że pojawiło się wiele związanych z nią gadżetów – pickwickowskie kapelusze, cygara, materiały obiciowe, płaszcze i zbiory dowcipów.